# Buğra Gülsoy
Buğra Gülsoy (Ankara, 1982. február 12. –) török színész, rendező, forgatókönyvíró és fotós.

## Pályafutása
Szülővárosában járt általános és középiskolába, majd az Eastern Mediterranean University építészmérnöki karának hallgatója lett.
Első szerepét 2009-ben kapta a Günesi Gördüm című drámában, majd 2010-ben Ahmetet alakította a Gölgeler ve Suretler-ben. 2010 és 2011 közt Beren Saat, Civan Canova, Engin Akyürek és Firat Çelik oldalán volt látható a Fatmagül című sorozatban, amely Magyarországon a TV2 kereskedelmi csatornán volt először látható.
2011 és 2013 közt a Kuzey Güney – Tűz és víz című drámasorozat egyik főszereplője, Güney Tekinoğlu volt, a sorozatot Magyarországon a SuperTV2 vetítette. 2013-tól az Eski hikaye című sorozat főszereplőjeként volt látható. 2014-ben a  Bana Artik Hicran De című televíziós sorozatban kapta meg Sinan Erinç szerepét. 2015 és 2016 között  Fatih Sekercizade-t alakitotta az Ask Yeniden című sorozatban. 2016-ban szerepelt a Görümce című romantikus komédiában is, ahol Ahmetet kellett eljátszania. 2017-ben a Mahalle című filmben tűnt fel, valamint az Aci Tatli Eksi című romantikus drámában alakította Murat-ot. Ebben az évben tűnt még fel a Sister in Law komédiában is, mint Ahmet.
2018-ban debütált Cebimdeki Yabanci című thriller, ahol Serkan Altunorak és Belçim Bilgin oldalán volt látható. Ugyanebben az évben startolt 8 Gun (The 8th Day) című minisorozata, melyben Ozan Tas-ként láthatták őt a TV nézők. 2018-tól forgatta Az én lányom című sorozatát, ahol szintén főszerepet kapott. Ő volt Demir Göktürk. Ezt a sorozatot Magyarországon a TV2 kereskedelmi csatorna mutatta be.
A színész 2009 és 2010 közt a 2007-es Miss Törökországnak, Selen Soydernek csapta a szelet. 2011. július 22-én feleségül vette aktuális barátnőjét, a színésznő Burcu Kara-t, azonban a pár 2012-ben beadta a válókeresetet. 2013-ban jött össze Nilüfer Gürbüzzel, akit 2018-ban elvett.

## Szerepei

### TV-sorozatok
| Év        | Eredeti cím            | Magyar cím               | Szerep            | Szinkronhang  |
| --------- | ---------------------- | ------------------------ | ----------------- | ------------- |
| 2008      | Hepimiz Birimiz İçin   |                          |                   |               |
| 2009–2010 | Unutulmaz              |                          |                   |               |
| 2010–2011 | Fatmagül'ün Suçu Ne?   | Fatmagül                 | Vural Namlı       | Lengyel Tamás |
| 2011–2013 | Kuzey Güney            | Kuzey Güney – Tűz és víz | Güney Tekinoğlu   | Lengyel Tamás |
| 2013–2014 | Eski Hikaye            |                          |                   |               |
| 2014      | Bana Artık Hicran De   |                          |                   |               |
| 2015–2016 | Aşk Yeniden            |                          | Fatih Şekercizade |               |
| 2018      | 8. Gün                 |                          | Ozan Taş          |               |
| 2018–2019 | Kızım                  | Az én lányom             | Demir Göktürk     | Szatory Dávid |
| 2019      | Azize                  |                          | Kartal Alpan      |               |
| 2020–     | Uyanış: Büyük Selçuklu |                          | Sultan Melikşah   |               |